# 3425 Hurukawa
3425 Hurukawa је астероид главног астероидног појаса са пречником од приближно 25,4 .
Афел астероида је на удаљености од 3,268 астрономских јединица (АЈ) од Сунца, а перихел на 2,736 АЈ.
Ексцентрицитет орбите износи 0,088, инклинација (нагиб) орбите у односу на раван еклиптике 9,227 степени, а орбитални период износи 1900,192 дана (5,202 година).
Апсолутна магнитуда астероида је 10,9 а геометријски албедо 0,131.
Астероид је откривен 29. јануара 1929. године.